# Sanje rdečega paviljona
Sanje rdečega paviljona (紅樓夢, 红楼梦, Hóng Lóu Mèng; Hung Lou Meng), je eden izmed štirih velikih kitajskih klasičnih romanov. Nastal je v sredini 18. stoletja v obdobju dinastije Čing, njegov avtor je Cao Xueqin. Naslov dela je pogosto prevajan tudi kot Sanje v rdeči sobi, včasih tudi kot Zgodba kamna. Cao Xueqin je napisal le prvih 80 poglavij. Različni avtorji so prispevali kar 100 različnih koncev oz. zaključkov romana in so navadno dodali za okrog 40 poglavij besedila. Roman naj bi bil pol-avtobiografski in naj bi odseval življenje Cao Xueqinove družine. Kot avtor v začetku opisuje, je njegov namen v književni obliki postaviti spominsko obeležje ženskam, ki jih je poznal v svojem otroštvu: prijateljicam, sorodnicam in služabnicam. Roman ni pomemben le zaradi ogromnega števila psihološko samoniklih likov, temveč ponuja tudi natančno in podrobno opazovanje življenja in socialnih struktur, tipičnih za kitajsko aristokracijo 18. stoletja. 